# Organització territorial de Turquia
Turquia té una estructura unitària en termes d'administració i aquest aspecte és un dels factors més importants que configuren l'administració pública turca. Quan es tenen en compte tres competències (executives, legislatives i judicials) com a funcions principals de l'Estat, les administracions locals tenen poc poder. Turquia és un sistema unitari no federal, i les províncies estan subordinades al centre. Es van crear administracions locals per prestar serveis i el govern està representat pels governadors i governadors de ciutats. A més dels governadors i els governadors de la ciutat, altres funcionaris públics superiors també són nomenats pel govern central en comptes de designar-los per alcaldes o elegits pels seus components.
Dins d'aquest marc unitari, Turquia es subdivideix en 81 províncies amb finalitats administratives. Cada província es divideix en districtes, per un total de 923 districtes. Turquia també es divideix en set regions i 21 subregions per a finalitats geogràfiques, demogràfiques i econòmiques; això no fa referència a una divisió administrativa.
L'estructura centralitzada de la presa de decisions a Ankara sovint es considera un impediment per al bon govern i provoca el ressentiment en particular a les regions minoritàries ètniques. Els passos cap a la descentralització des del 2004 han resultat ser un tema molt controvertit a Turquia. Turquia està obligada, segons la Carta europea de l'autogovern local, a descentralitzar la seva estructura administrativa. Un programa de descentralització per a Turquia és un debat en curs sobre els acadèmics del país, la política i el públic en general.
Turquia es subdivideix de manera jeràrquica a les subdivisions:
Els tres nivells NUTS (vegeu article Regions estadístiques NUTS de Turquia) són:
- NUTS-1: Regions
  - NUTS-2: Subregions
    - NUTS-3: 81 Províncies

Per sota dels nivells NUTS, hi ha dos nivells UAL:
- LAU-1: 923 districtes
  - LAU-2: 37,675 municipis

A més hi ha regions geogràfiques de Turquia, definides per a propòsits merament estadístics, i no pas com a divisió administrativa.

## Districtes

Districtes de Turquia

## Ciutats
Categoria:Ciutats de Turquia

## Pobles
Categoria:Pobles de Turquia